# Bundesautobahn 544
Pour les articles homonymes, voir A544 et Autoroute A544.
La Bundesautobahn 544 est une Bundesautobahn dans le Land de Rhénanie-du-Nord-Westphalie.

## Géographie
L'A 544 commence sur l'Europaplatz à Aix-la-Chapelle et parcourt environ cinq kilomètres jusqu'à l'échangeur autoroutier d'Aix-la-Chapelle, où elle rejoint la Bundesautobahn 4. La vitesse est limitée à 100 km/h sur toute l'autoroute. La sortie Aix-la-Chapelle-Rothe Erde ne peut être utilisée qu'en direction de l'Europaplatz et la sortie ne peut être utilisée qu'en direction de l'échangeur autoroutier d'Aix-la-Chapelle. Ici, le triangle autoroutier Rothe Erde est prévu comme connexion à la Bundesautobahn 545.

## Histoire
Elle est planifiée en 1925 sous la République de Weimar et construite comme point de départ de la Reichsautobahn d'Aix-la-Chapelle à Cologne. Le premier tronçon est ouvert à la circulation en 1941 avec le tronçon d'Eschweiler à Verlautenheide. Cependant, l'extension de l'Europaplatz n'est achevée qu'en 1958. Après le prolongement de cette autoroute vers les Pays-Bas (aujourd'hui l'A 4) dans les années 1970, elle fonctionne comme une autoroute urbaine pour le centre-ville d'Aix-la-Chapelle.
Les Verts demandent que l'A 544 soit raccourcie au profit d'un nouveau quartier entre l'Europaplatz et la sortie d'Aix-la-Chapelle-Rothe Erde, même si d'importants travaux de rénovation ont lieu sur cette autoroute à partir de 2020. Les barrières de sécurité et les chaussées sont remplacées par de l'enrobé drainant et le parking de Haarberg est supprimé. Le pont de la vallée du Haarbach est rénové. Depuis 2009, il est clair que le pont de 1956 doit être reconstruit. La reconstruction était initialement prévue pour 2014, mais fut reportée à plusieurs reprises, en raison notamment de l'agrandissement de l'échangeur d'Aix-la-Chapelle voisine et du manque de personnel dans l'entreprise publique responsable à l'époque, et devrait désormais commencer en janvier 2024. L'autoroute sera alors complètement fermée pour près de deux ans et ne sera ensuite accessible que d'un côté pendant encore un an. Un pont de remplacement temporaire prévu début 2022 ne peut plus être construit en raison de la détérioration avancée de la structure.
L'A 544 s'appelait à l'origine A 75, et parfois aussi A 580.